# Boktai 2: Solar Boy Django
Boktai 2: Solar Boy Django (2004) är titeln på ett spel utvecklat av det japanska företaget Konami. Spelet är en uppföljare till Boktai: The Sun is in Your Hand och även denna titel använder sig av en inbyggd ljussensor som påverkar spelandet.